# Sistema horari de 12 hores

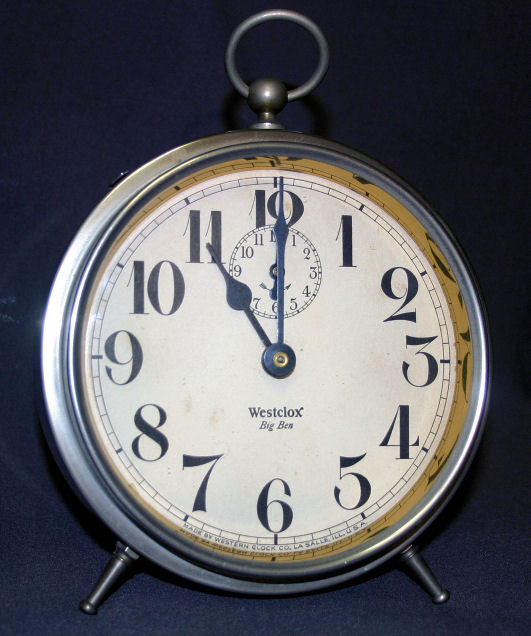
Un típic rellotge analògic de 12 hores.

El sistema horari de 12 hores és una convenció de mesura del temps en què les 24 hores del dia es divideixen en dos períodes ante meridiem (a. m., català : «abans del migdia») i post meridiem (p. m., català : «després del migdia»). Cada període es compon de 12 hores, la numeració de les quals comença a les 12 (actuant com a 0), la 1, les 2 i així successivament fins a les 11. Per a les dotze del migdia es recomana fer servir l'abreviatura m. (meridiem 'migdia') per evitar contradiccions.

## Història

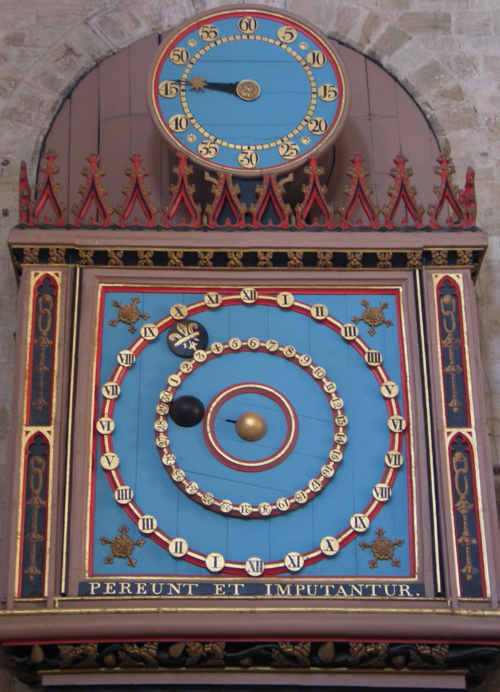
Rellotge de la Catedral d'Exeter, que mostra l'esquema de numeració de Doble-XII.

La divisió natural del dia i la nit d'un dia natural és la base fonamental de per què cada dia es divideix en dos cicles. Originalment hi havia dos cicles: un cicle que es podia seguir per la posició del Sol (dia), seguit d'un cicle que podia ser seguit per la Lluna i les estrelles (nit). Finalment, això va evolucionar cap als dos períodes de 12 hores que s'utilitzen avui, un anomenat "am" a partir de la mitjanit i un altre anomenat "pm" a partir del migdia. El migdia en si és poques vegades s'abreuja avui dia com "m".
El rellotge de 12 hores es pot remuntar fins a Mesopotàmia i l'antic Egipte. A la tomba del faraó Amenhotep I es van trobar tant un rellotge de sol egipci per a ús diürn com un rellotge d'aigua egipci per a ús nocturn. Datació del c. 1500 aC, aquests rellotges dividien els seus respectius temps d'ús en 12 hores cadascun.
Els primers rellotges mecànics del segle XIV, si tenien esfera, mostraven les 24 hores utilitzant el dial analògic de 24 hores, influenciat per la familiaritat dels astrònoms amb 'astrolabi i el rellotge de sol i pel seu desig de modelar el moviment aparent de la Terra al voltant del Sol. Al nord d'Europa, aquests dials generalment utilitzaven 'esquema de numeració de 12 hores en números romans, però mostraven els períodes de la matinada i de la tarda en seqüència. Això es coneix com el sistema de doble XII i es pot veure en moltes esferes de rellotge supervivents, com les de Wells i Exeter.
| 12 hores                                     | 24 hores                                          |
| -------------------------------------------- | ------------------------------------------------- |
| 12:00 a. m. 12 a. m. (mitjanit)              | 00:00 00:00 h 24:00 24:00 h (mitjanit) o (albada) |
| 12:01 a. m.                                  | 00:01 00:01 h                                     |
| 12:59 a. m.                                  | 00:59 00:59 h                                     |
| 1:00 a. m. 1 a. m.                           | 01:00 01:00 h                                     |
| 2:00 a. m. 2 a. m.                           | 02:00 02:00 h                                     |
| …                                            | …                                                 |
| 10:00 a. m. 10 a. m.                         | 10:00 10:00 h                                     |
| 11:00 a. m. 11 a. m.                         | 11:00 11:00 h                                     |
| 11:59 a. m.                                  | 11:59 11:59 h                                     |
| 12:00 m. 12 m. 12:00 p. m. 12 p. m. (migdia) | 12:00 12:00 h (migdia)                            |
| 12:01 p. m.                                  | 12:01 12:01 h                                     |
| 12:59 p. m.                                  | 12:59 12:59 h                                     |
| 1:00 p. m. 1 p. m.                           | 13:00 13:00 h                                     |
| 2:00 p. m. 2 p. m.                           | 14:00 14:00 h                                     |
| …                                            | …                                                 |
| 10:00 p. m. 10 p. m.                         | 22:00 22:00 h                                     |
| 11:00 p. m. 11 p. m.                         | 23:00 23:00 h                                     |
| 11:59 p. m.                                  | 23:59 23:59 h                                     |

## Ús per país
El sistema horari de 12 hores és el sistema horari dominant per a indicar el temps, tant parlat com escrit a:
- Aràbia Saudita
- Angola
- Algèria
- Argentina (encara que coexisteix amb el de 24 hores)
- Austràlia
- Bangla Desh
- Bolívia
- Canadà (excepte Quebec)
- Xina
- Colòmbia
- Costa Rica
- Cuba
- Equador
- Egipte
- El Salvador
- Estats Units (en anglès i espanyol)
- Filipines
- França
- Guatemala (encara que coexisteix amb el de 24 hores)
- Hondures
- Índia
- Irlanda
- Jordània
- Malàisia
- Mèxic (encara que coexisteix amb el de 24 hores)
- Nova Zelanda
- Nicaragua
- Pakistan
- Panamà
- Perú (encara que coexisteix amb el de 24 hores)
- Puerto Rico
- Regne Unit
- República Dominicana
- Rússia
- Uruguai
- Veneçuela

A la majoria d'altres països, el sistema horari de 12 hores es prefereix en la parla al de 24 hores, que sol prevaldre en la llengua escrita .
A molts països, per tant, el sistema horari de 12 hores és d'ús comú en el llenguatge informal amb frases descriptives com de la tarda, de la nit, etc. En el cas de les 12.00 hores o 12 p. m. es diu les dotze del migdia. D'altra banda, a les 00.00 hores o 12.00 a. m. se'n diu les dotze de la nit, o les dotze de la matinada .

## Suport informàtic

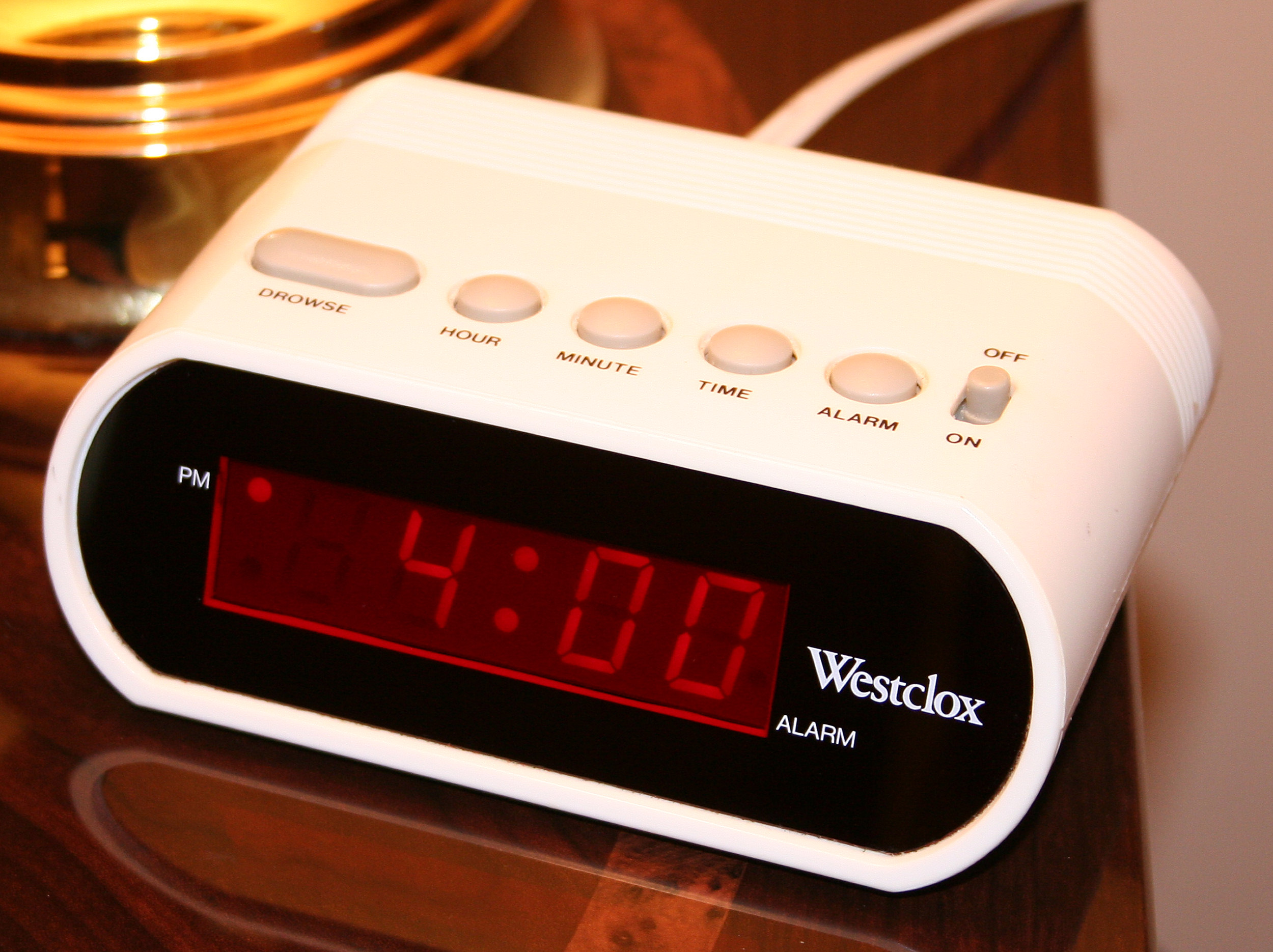
Un rellotge típic despertador digital de 12 hores que indica PM amb un punt a l'esquerra

A la majoria de països, els ordinadors mostren per defecte l'hora en notació de 24 hores. La majoria de sistemes operatius, inclosos Microsoft Windows i sistemes semblants a Unix, com ara Linux i macOS, activen la notació de 12 hores de manera predeterminada per a un nombre limitat de paràmetres d'idioma i regió. Aquest comportament pot ser modificat per l'usuari, com ara amb la configuració "Regió i idioma" del sistema operatiu Windows.
La convenció de 12 hores és habitual a molts països. No hi ha una convenció àmpliament acceptada sobre com s'han de representar el migdia i la mitjanit, S'ha generalitzat la forma emprada als països de parla anglesa, "12 pm" indica les 12 del migdia, mentre que "12 am" significa a les 12 de la nit.